# Cadran solaire des Récollets de Rouffach
Le cadran solaire des Récollets, situé dans l’ancien couvent des Récollets de Rouffach, présente une particularité: il est décoré d’une fresque qui représente le Monde suivant une cosmographie géo-héliocentrique.

## Description

### Localisation, classement
Le cadran solaire des Récollets est ainsi nommé parce qu’il se trouve sur la façade sud de l’église Sainte-Catherine dans le cloître de l’ancien couvent des Récollets de Rouffach (département du Haut-Rhin, France). L’église est située au 9-11 de la rue du Quatrième régiment des Spahis Marocains à Rouffach.  
Il est classé en tant qu'objet protégé des Monuments historiques depuis 1921 et répertorié dans la base Palissy sous le numéro PM68000329.
C’est essentiellement une peinture murale de 350 × 380 cm environ.

### Caractéristiques gnomoniques
Il s’agit d’un cadran vertical déclinant ouest, la direction du mur faisant un angle d’environ 37° vers l’Ouest par rapport à une orientation plein Sud. Il est exposé au soleil après 10 h du matin (heure solaire).
Le style est une grosse tige métallique d’environ 1,60 m de long fixée au mur par l’une de ses extrémités et maintenue en son autre extrémité par un pied censé lui imposer la bonne direction, parallèle à l’axe de rotation de la Terre.

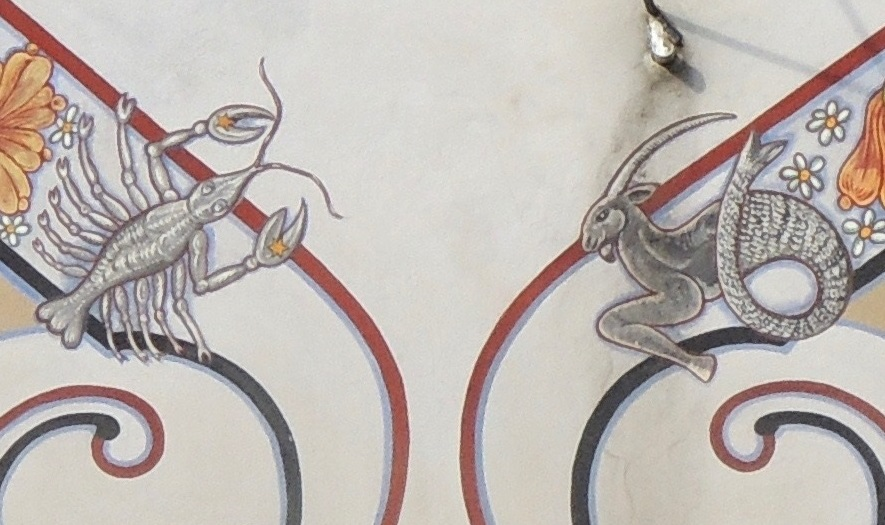
Le Cancer et le Capricorne

La graduation horaire se résume à des grands chiffres romains disposés autour d’un grand disque qui présente une scène astronomique. Ces chiffres sont tous orientés vers le point d’insertion du style. On a fait ainsi l’économie du tracé de lignes horaires.
Ce cadran solaire ne présente aucune graduation saisonnière, et si l’on reconnaît évidemment deux signes du Zodiaque, le Cancer et le Capricorne, symbolisant l’été et l’hiver, ils ne peuvent être considérés que comme des éléments décoratifs qui s’intègrent dans une frise  octogonale fleurie qui entoure l’ensemble de la fresque.

### La fresque astronomique

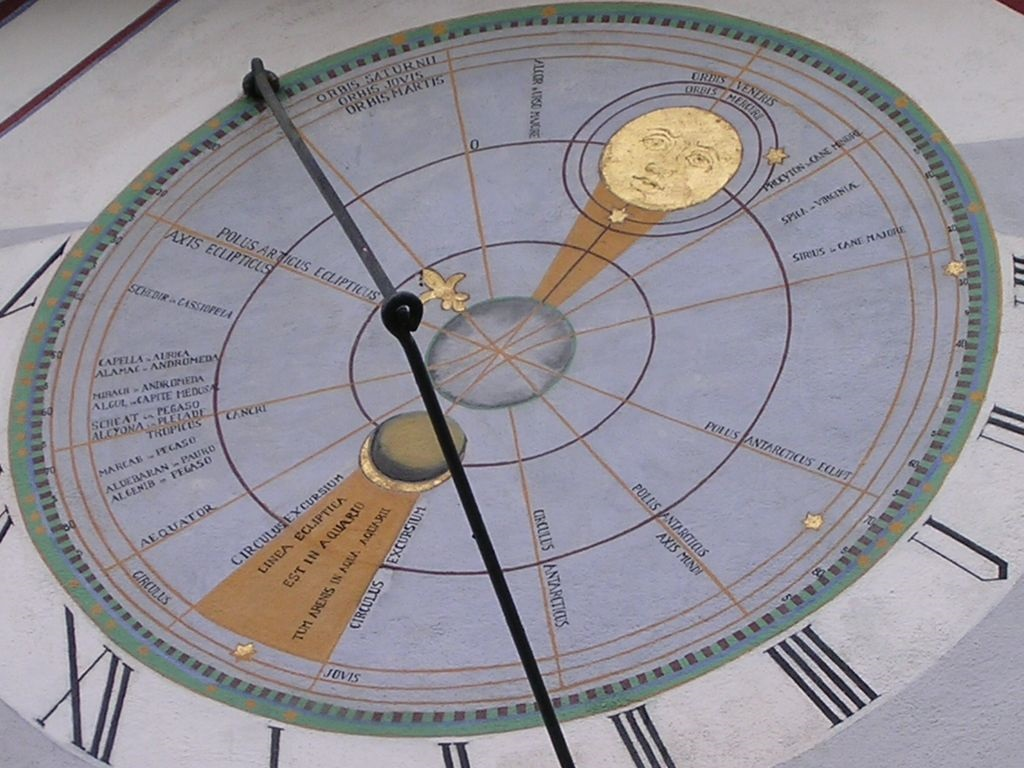
La fresque astronomique vue de dessous

La fresque astronomique occupe la partie centrale du décor. Elle présente le Monde suivant une cosmographie géo-héliocentrique.
On reconnaît la Terre au centre, la Lune et le Soleil sur des cercles qui représentent leurs trajectoires circulaires autour de la Terre de même que les planètes Mars, Jupiter et Saturne plus loin. Mercure et Vénus, elles, tournent autour du Soleil. La limite extérieure de l'univers est matérialisée par une mince couronne verte constellée d’étoiles  qui représente la sphère des étoiles fixes. Cette représentation parfois appelée « système des Égyptiens » est conforme au modèles de Martianus Capella, ou Andrea Argoli.
Sur la voûte céleste ou sphère des fixes, 42 étoiles sont marquées dont 14 désignées de façon précise par leur nom suivant des inscriptions radiales : Mirach in Andromeda, Sirius in Cane Majore etc. Elles sont rangées suivant leur déclinaison ou latitude céleste, en regard d’une graduation en degrés sur le contour extérieur. 
Par ailleurs, des diamètres ou rayons remarquables sont tracés sur ce dessin et annotés d’une légende en latin : l’axe du Monde (Axis Mundi), l’équateur (Æquator), les tropiques (Tropicus Cancri, Capricorni), la ligne écliptique (Linea Ecliptica), l’axe de l’écliptique et ses pôles sur les Cercles polaires, enfin les Cercles d’excursion (Circulus Excursuum) matérialisés ici par des rayons. Les secteurs limités par ces rayons-là sont de couleur jaune orangée. Ces secteurs  représentent la bande du Zodiaque vue depuis la Terre.

## Historique

### Datation
La représentation géo-héliocentrique du Monde, l’absence des planètes non visibles à l’œil nu suggèrent que le cadran solaire de Récollets date du XVIIe siècle, mais cette hypothèse n’est corroborée par aucun écrit. La date du 16 août 1617 lisible sur le fronton qui surplombe le cadran est erronée. Elle y a été inscrite lors de la dernière restauration sur la foi d’une hypothèse qui s’est révélée être fausse. 

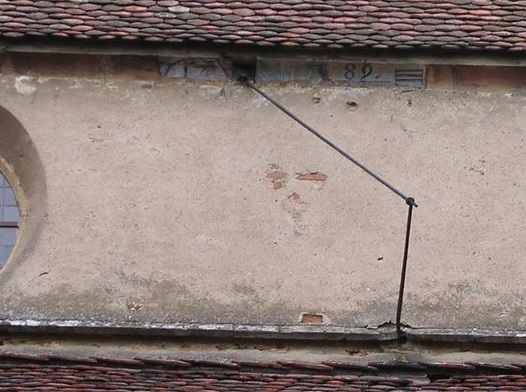
Vestiges d'un cadran solaire jumeau

Une série de photographies datant de 1975 montre que la fresque a subi plusieurs restaurations successives. La plus ancienne mention écrite connue concernant le cadran solaire  date de 1906. Elle évoque une modification du dispositif en 1848 : le cadran solaire aurait été rapporté sur la fresque plus ancienne.
Sur la partie supérieure de la même façade de l’église on voit les vestiges d’un autre cadran solaire dont seul subsiste le style, jumeau de celui du «cadran des Récollets». Les inscriptions murales sont effacées, à l’exception d’un millésime inscrit en fronton : 1789.

### La restauration de 1979
En 1970, Le crépi du mur sur lequel était tracée la fresque était très dégradé : la fresque était menacée de disparaître. Un gnomoniste,  René R.J. Rohr, sut sensibiliser et alerter les pouvoirs publics pour obtenir que la fresque soit restaurée suivant ses indications. Les travaux furent effectués en 1979.

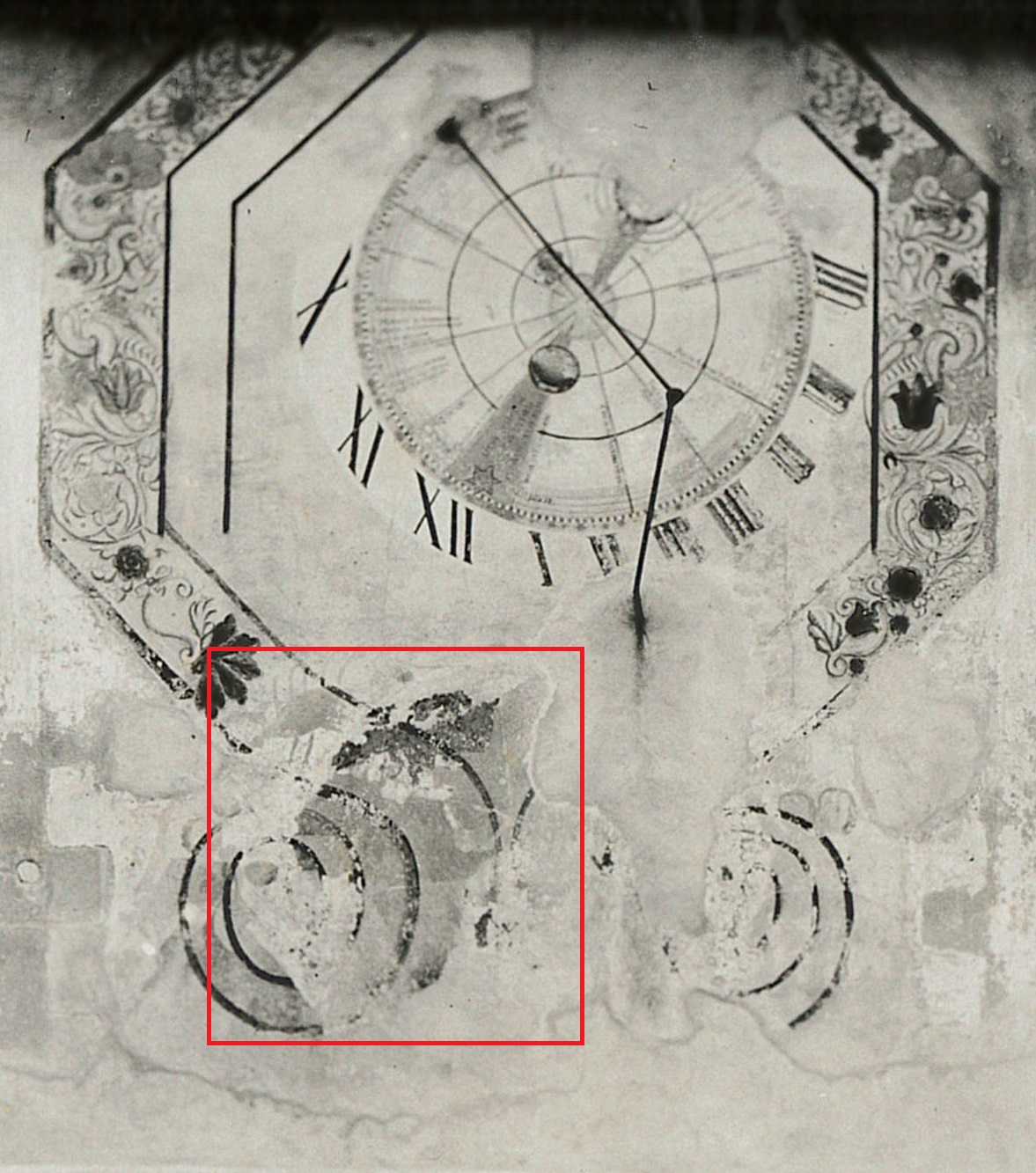
Vue du cadran solaire en 1911. Le cadre rouge montre une carte géographique.

Cette restauration a permis de sauver le cadran solaire des Récollets mais plusieurs modifications ont été apportées au tracé : position de la Lune, des planètes Mars, Vénus et Saturne sur la fresque.
René R.J. Rohr s’était convaincu que la fresque devait représenter une éclipse de Lune, celle du 16 août 1617. Diverses vérifications montrent que la configuration planétaire ce jour-là n’est pas celle que R.R.J. Rohr a calculée. La question de la datation reste donc ouverte.
La position des chiffres de la graduation horaire a également été modifiée.

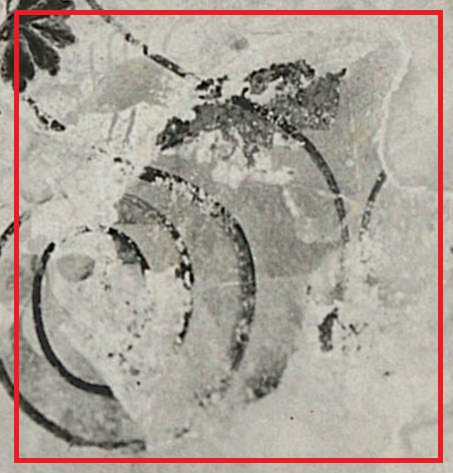
La carte géographique, vue de détail.

### La carte géographique
En 2017, l’examen de photographies du début du XXe siècle a montré qu’avant les dernières restaurations, la fresque présentait également une carte géographique couvrant au moins l’Europe, l’Afrique et le Moyen-Orient. Cette carte a été recouverte par les volutes de la frise décorative lors de l’avant-dernière modification (1848 ?).

### Questions ouvertes
Les éléments cadran solaire + fresque astronomique + carte de géographie constituent un ensemble original. 
- La question de leur datation reste ouverte.
- La question du ou des auteurs de ces éléments reste également sans réponse.
- La fonction d’un cadran solaire est de donner l’heure mais on s’interroge sur la fonction de la fresque astronomique (fonction pédagogique, commémoration d’un événement céleste, horoscope ?) et celle de cette carte de géographie sans annotation[9].